# Poul Michael Hansen
Poul Michael Hansen (ur. 1 października 1898 r. we Flensburgu w Niemczech, zm. 12 listopada 1948 r. w Viborgu) – duński nazistowski działacz polityczny, funkcjonariusz Gestapo podczas II wojny światowej
Jego ojciec był Niemcem, a matka Angielką. Poul M. Hansen brał udział w I wojnie światowej w szeregach armii niemieckiej. Walczył na froncie zachodnim. Po zakończeniu wojny zamieszkał w Holsztynie. W 1923 r. przeniósł się do Odense. Jego poglądy były zdecydowanie antykomunistyczne i nazistowskie. Dlatego 21 lipca 1935 r. wstąpił do Narodowosocjalistycznej Duńskiej Partii Robotniczej (DNSAP) Fritsa Clausena. W 1939 r. zaciągnął się ochotniczo do armii fińskiej, walczącej z Armią Czerwoną podczas tzw. wojny zimowej 1939–1940. Następnie powrócił do Danii, która 9 kwietnia 1940 r. została zajęta przez wojska niemieckie. Wyjechał do Berlina w poszukiwaniu pracy. W 1941 r. wstąpił jednak do armii niemieckiej. Walczył na froncie wschodnim. W lipcu 1942 r. został zwolniony z wojska z powodu niezdolności do służby wojskowej, po czym w lipcu tego roku powrócił do okupowanego Odense. Dostał pracę w warsztacie samochodowym. W lutym 1943 r. przyjechał do Kopenhagi, rozpoczynając służbę w straży nadmorskiej. Po pewnym czasie uznał ją za zbyt nudną i został współpracownikiem Gestapo jako tłumacz. W sierpniu 1944 r. został pomocnikiem niemieckiej policji bezpieczeństwa w Odense. Otrzymał przydomek „Poul Tysker” („Poul Niemiecki”). Kilkakrotnie ruch oporu próbował go zabić. W pierwszych dniach po zakończeniu wojny udało mu się uciec do Niemiec. Został tam jednak aresztowany i przywieziony z powrotem do Danii, gdzie uwięziono go. 8 marca 1947 r. został skazany na karę śmierci. 7 września 1948 r. wyrok zatwierdził sąd najwyższy. Poul M. Hansen 12 listopada tego roku został rozstrzelany w więzieniu w Viborgu.